# Tullnerbach
Tullnerbach is een gemeente in de Oostenrijkse deelstaat Neder-Oostenrijk, gelegen in het district Sankt Pöltner Land (PL). De gemeente heeft ongeveer 2300 inwoners.

## Geografie
Tullnerbach heeft een oppervlakte van 20,24 km². Het ligt in het noordoosten van het land, vlak bij de hoofdstad Wenen.
Tullnerbach hoorde van 1956 tot eind 2016 bij het district Wien-Umgebung (WU). Dit district werd per 1 januari 2017 opgeheven. Sinds deze datum hoort de gemeente bij het district Sankt Pöltner Land (PL).
Ebergassing · Fischamend · Gablitz · Gerasdorf bei Wien · Gramatneusiedl · Himberg · Klein-Neusiedl · Klosterneuburg · Lanzendorf · Leopoldsdorf · Maria Lanzendorf · Mauerbach · Moosbrunn · Pressbaum · Purkersdorf · Rauchenwarth · Schwadorf · Schwechat · Tullnerbach · Wolfsgraben · Zwölfaxing
- Gemeinsame Normdatei: 4279637-4
- Virtual International Authority File: 244203472